# Xóvar
Xóvar (en castellà i oficialment, Chóvar) és un municipi del País Valencià que es troba a la comarca de l'Alt Palància.
Limita amb Aín, Alfondeguilla, Assuévar, Eslida i Soneixa.

## Geografia
La població es troba en el Parc natural de la Serra d'Espadà, per això, encara que el nucli urbà no té una altitud elevada (només 415 metres), sí que existixen cims destacats dins del terme municipal, com ara el Hembrar (859 m), el Puntal de l'Aljub (948 m) o el Bellota (959 m).
A causa de la relativa proximitat al mar –uns escassos 20 km–, té unes condicions climàtiques peculiars, destacant la presència de vents de llevant, que proporcionen una humitat elevada i una relativa frescor. Eixes característiques permeten que la vegetació siga abundant, amb espècies com ara el bruc, el ginebre i la surera.

## Història
Hi ha restes del Bronze als jaciments de la Cueva i de la Bellota i ibers al poblat del Rubial. D'origen musulmà, va ser una alqueria dependent del castell d'Assuévar, de la jurisdicció d'Almedíxer. Va ser lloc de moriscos, els quals participaren l'any 1525 en la revolta de la serra d'Espadà. A més, el primer testimoni escrit de la localitat es produïx quan el rei de la taifa de València, Zayd Abu Zayd s'interessa per una localitat de Xóvar acabada de fundar, que s'havia poblat per veïns del castell de Begís.

## Demografia
| 1900 | 1910 | 1920 | 1930 | 1940 | 1950 | 1960 | 1970 | 1981 | 1991 | 2000 | 2005 | 2007 | 2011 |
| ---- | ---- | ---- | ---- | ---- | ---- | ---- | ---- | ---- | ---- | ---- | ---- | ---- | ---- |
| 768  | 779  | 687  | 651  | 581  | 504  | 480  | 455  | 421  | 407  | 378  | 353  | 347  | 363  |

## Economia
L'economia es basa en el conreu de l'ametler i de l'olivera, i l'elaboració d'un oli excel·lent.

## Alcaldia
Des de 2015 l'alcalde de Xóvar és José Vicente Pérez Sevilla, del Partit Popular (PP).
| Període                       | Alcalde o alcaldessa                         | Partit polític | Data de possessió     | Observacions |
| ----------------------------- | -------------------------------------------- | -------------- | --------------------- | ------------ |
| 1979–1983                     | Vicente Beltrán Beltrán                      | UCD            | 19/04/1979            | --           |
| 1983–1987                     | Jaime Máñez Bellón Arturo Mondragón Ten      | AI             | 28/05/1983 27/08/1986 | n/d --       |
| 1987–1991                     | José Gómez Mondragón                         | PSPV-PSOE      | 30/06/1987            | --           |
| 1991–1995                     | Pedro Gómez Riojano                          | PSPV-PSOE      | 15/06/1991            | --           |
| 1995–1999                     | Pedro Gómez Riojano Emilio Mondragón Granell | PSPV-PSOE      | 17/06/1995 26/09/1996 | Defunció --  |
| 1999–2003                     | Emilio Mondragón Granell                     | PSPV-PSOE      | 03/07/1999            | --           |
| 2003–2007                     | María Teresa Palacios Beltrán                | PSPV-PSOE      | 14/06/2003            | --           |
| 2007–2011                     | María Teresa Palacios Beltrán                | PSPV-PSOE      | 16/06/2007            | --           |
| 2011–2015                     | Miguel Ángel Beltrán Sevilla                 | PP             | 11/06/2011            | --           |
| 2015–2019                     | José Vicente Pérez Sevilla                   | PP             | 13/06/2015            | --           |
| 2019-2023                     | José Vicente Pérez Sevilla                   | PP             | 15/06/2019            | --           |
| Des de 2023                   | n/d                                          | n/d            | 17/06/2023            | --           |
| Fonts: Generalitat Valenciana |                                              |                |                       |              |

## Monuments
- Església de Santa Anna.
- Ajuntament.

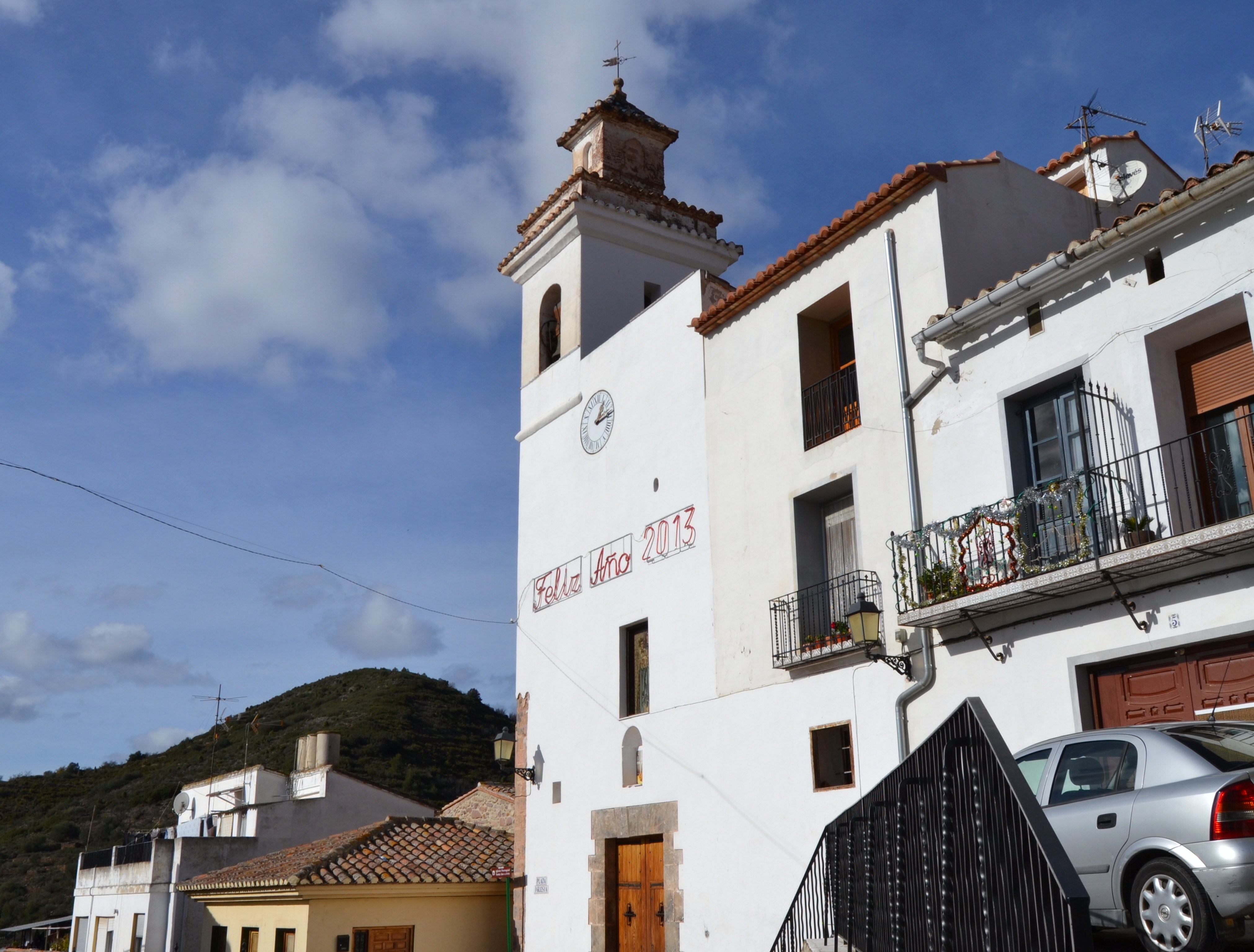
Església de Santa Anna.

- Castell de Xóvar. Degué ser una torre de guaita del castell d'Assuévar. Només en queda un mur i una torre en ruïnes.
- El Rubial. Poblat iber situat en el cim de la muntanya del mateix nom. Actualment s'hi conserven els fonaments d'algunes de les construccions i s'hi han trobat restes de ceràmica i algunes monedes.
- Torres de la Punta de la Sartén i La Torreta. D'origen àrab.

## Llocs d'interés
- Pantà de Xóvar. Embassament d'origen musulmà construït en el segle xii. Regula les avingudes del barranc Ajuez i té una altura de 12 metres.
- Coves de los Calaricos. Conjunt de cavitats a on es poden observar magnífiques estalactites i estalagmites.

## Festes i celebracions
- Festes patronals. Celebrades a principis de maig en honor de la Verge del Roser i del Crist de l'Agonia.
- Diumenge de la Rosa. El primer diumenge de maig, inclosa dins de les Festes patronals.
- Setmana Taurina. La segona setmana d'agost.